# Campionat de Catalunya de futbol 1920-1921
La temporada 1920-21 del Campionat de Catalunya de futbol fou la vint-i-dosena edició de la competició. Fou disputada la temporada 1920-21 pels principals clubs de futbol de Catalunya.

## Primera Categoria

### Classificació final
| Pos | Equip            | PJ | PG | PE | PP | GF | GC | DG | Pts | Classificació |
| --- | ---------------- | -- | -- | -- | -- | -- | -- | -- | --- | ------------- |
| 1   | FC Barcelona (C) | 10 | 6  | 3  | 1  | 17 | 10 | +7 | 15  | Campió        |
| 2   | CE Europa        | 10 | 3  | 5  | 2  | 18 | 13 | +5 | 11  |               |
| 3   | RCD Espanyol     | 10 | 5  | 1  | 4  | 15 | 16 | −1 | 11  |               |
| 4   | FC Internacional | 10 | 3  | 3  | 4  | 8  | 13 | −5 | 9   |               |
| 5   | CE Sabadell      | 10 | 2  | 4  | 4  | 19 | 16 | +3 | 8   |               |
| 6   | FC Espanya (R)   | 10 | 2  | 2  | 6  | 9  | 18 | −9 | 6   | Promoció      |

Aquesta temporada mantingué el format de les darreres edicions. El FC Barcelona es proclamà campió. L'Espanya disputà la promoció per la permanència. Es disputà un partit de desempat entre Espanyol i Europa per decidir la segona posició que acabà amb empat, declarant-se la segona posició compartida per ambdós clubs.
| RCD Espanyol   | 2 -2 | CE Europa       |
| -------------- | ---- | --------------- |
| Loredo · Torra |      | Alegre · Alegre |

 Camp del FC Espanya, Barcelona

### Resultats finals
- Campió de Catalunya: FC Barcelona
- Classificats per Campionat d'Espanya: FC Barcelona
- Descensos: FC Espanya
- Ascensos: Avenç de l'Sport

## Segona Categoria
| Pos | Equip                     | PJ | PG | PE | PP | GF | GC | DG  | Pts | Classificació |
| --- | ------------------------- | -- | -- | -- | -- | -- | -- | --- | --- | ------------- |
| 1   | L'Avenç de l'Sport (C, P) | 10 | 10 | 0  | 0  | 28 | 10 | +18 | 20  | Campió        |
| 2   | FC Martinenc              | 10 | 6  | 1  | 3  | 14 | 13 | +1  | 14  | (+1)          |
| 3   | FC Badalona               | 10 | 4  | 3  | 3  | 14 | 12 | +2  | 11  |               |
| 4   | CE Júpiter                | 10 | 2  | 2  | 6  | 9  | 19 | −10 | 6   |               |
| 5   | Terrassa FC               | 10 | 2  | 2  | 6  | 13 | 10 | +3  | 6   | (Nota)        |
| 6   | CS de Sants (O)           | 11 | 0  | 4  | 7  | 10 | 24 | −14 | 3   | Promoció (-1) |

La segona categoria (Primera B) va mantenir el format de la temporada anterior. L'Avenç de l'Sport es proclamà campió de la Primera B i disputà la promoció enfront l'Espanya, prenent-se la revenja de la temporada anterior i assolint l'ascens de categoria.
| FC Espanya | 0 - 3 | Avenç de l'Sport          |
| ---------- | ----- | ------------------------- |
|            |       | Casapuig · Bordas · Vilar |

 Camp del CE Europa, Barcelona
| FC Espanya | 0 - 1 | Avenç de l'Sport |
| ---------- | ----- | ---------------- |
|            |       | Cabrera          |

 Camp del FC Internacional, Barcelona

### Partit dels campions
Amb l'ascens a la primera categoria, l'Avenç va disputar el títol de Campió de Catalunya enfront del campió de la Primera A, el FC Barcelona:
| FC Barcelona                           | 3 - 1 | Avenç de l'Sport |
| -------------------------------------- | ----- | ---------------- |
| Martínez Sagi · Martínez Sagi · Plazas |       | Planas           |

 Camp del CE Europa, Barcelona
| FC Barcelona | 0 - 1 | Avenç de l'Sport |
| ------------ | ----- | ---------------- |
|              |       | Planas           |

 Camp del RCD Espanyol, Barcelona
| FC Barcelona                           | 4 - 1 | Avenç de l'Sport |
| -------------------------------------- | ----- | ---------------- |
| Martínez · Gràcia · Gràcia · Alcàntara |       | Planas           |

 Camp del FC Espanya, Barcelona
El FC Barcelona es confirmà com a campió de Catalunya de futbol.

## Tercera Categoria
El campionat de tercera categoria (anomenat de Segona Categoria) es disputà, com els anys anteriors, dividit en grups segons criteris regionals.
A la demarcació de Barcelona en foren campions els clubs Atlètic de Sabadell, Santboià, Catalunya de Badalona, Atlètic Turó i EC Granollers. Aquests cinc clubs s'enfrontaren posteriorment en una lligueta on el Santboià es proclamà campió seguit de Catalunya de Badalona i Atlètic de Sabadell.
Al campionat de Tarragona es proclamà campió el FC Vilafranca superant a clubs com el Club Gimnàstic de Tarragona, el Reus Deportiu, el Ràcing de Sitges i el Club de Futbol Vilanova.
Al campionat de Girona hi prengueren part els club Portbou FC, US de Figueres, Girona FC, FC Palafrugell, Palamós FC i Ateneu Deportiu Guíxols. L'Ateneu Deportiu Guíxols es proclamà campió.
Al campionat de Lleida el campió fou el FC Tàrrega.
El FC Santboià es proclamà campió de Catalunya de la categoria (19 juny 1921: Santboià 2-Vilafranca 0 / 26 juny 1921: Santboià 3 AD Guíxols 0).
El mes de juliol es disputà la promoció d'ascens a Primera B entre el FC Santboià i el Centre d'Esports de Sants que acabà amb el triomf dels barcelonins, que mantingueren, per tant, la categoria.